# NXT Deadline
NXT Deadline (estilizado como DEADL1NE) é um evento pay-per-view (PPV) de luta profissional atualmente produzido pela WWE, uma promoção de luta livre profissional com sede em Connecticut. Estabelecido em 2022, o evento ocorre anualmente em dezembro para a marca de desenvolvimento da promoção, o NXT. O evento apresenta o Iron Survivor Challenge tanto para os homens quanto para as mulheres, uma luta de cinco participantes onde o lutador tenta marcar o maior número de quedas antes que o limite de tempo de 25 minutos expire, para garantir uma futura luta pelo Campeonato do NXT e pelo Campeonato Feminino do NXT, respectivamente. A luta foi introduzida no evento inaugural. O Deadline também substituiu o NXT WarGames como o evento de dezembro da marca.

## História
Em 15 de outubro de 2022, a promoção de luta livre profissional americana WWE registrou o nome "NXT Deadline" como marca para sua divisão de desenvolvimento, o NXT. Foi então confirmado que o evento transmitido ao vivo do NXT no dia 10 de dezembro daquele ano seria o Deadline, e foi exibido no Peacock nos Estados Unidos e na WWE Network nos mercados internacionais. O evento introduziu o tipo de luta Iron Survivor Challenge na WWE, com uma versão para os homens e outra para as mulheres. O Deadline substituiu o NXT WarGames como o evento de dezembro da marca, após o conceito do WarGames ter sido transferido para o plantel principal da WWE para o 2022 Survivor Series, envolvendo as marcas Raw e SmackDown.
Em 28 de setembro de 2023, a WWE anunciou o retorno do Deadline, estabelecendo-o como o evento anual de dezembro do NXT.

## Iron Survivor Challenge
O Iron Survivor Challenge é uma luta de 25 minutos que envolve cinco lutadores. Dois lutadores começam a luta, e a cada cinco minutos, um novo participante entra, com o quinto e último lutador entrando aos 15 minutos. O objetivo é acumular o maior número de pontos antes que o tempo acabe. Os pontos são conquistados por meio de um pinfall, submissão, ou sendo vítima de desqualificação. Um lutador que sofre o pin, submissão ou é desqualificado, vai para uma "caixa de penalidade" por 90 segundos. O lutador com mais pontos quando o tempo expirar é declarado o vencedor, e em caso de empate, os lutadores empatados entram em um tempo extra de morte súbita. Os vencedores das lutas masculina e feminina são chamados de Iron Survivor e ganham uma futura luta pelo Campeonato do NXT e pelo Campeonato Feminino do NXT, respectivamente.

## Eventos e vencedores do Iron Survivor
| 1                                                   | NXT Deadline (2022) | 10 de dezembro de 2022 | Orlando, Flórida        | WWE Performance Center | Bron Breakker (c) vs. Apollo Crews pelo Campeonato do NXT | Feminino: Roxanne Perez   | [ 8 ] |
| 1                                                   | NXT Deadline (2022) | 10 de dezembro de 2022 | Orlando, Flórida        | WWE Performance Center | Bron Breakker (c) vs. Apollo Crews pelo Campeonato do NXT | Masculino: Grayson Waller | [ 8 ] |
| 2                                                   | NXT Deadline (2023) | 9 de dezembro de 2023  | Bridgeport, Connecticut | Total Mortgage Arena   | Ilja Dragunov (c) vs. Baron Corbin pelo Campeonato do NXT | Feminino: Blair Davenport | [ 5 ] |
| 2                                                   | NXT Deadline (2023) | 9 de dezembro de 2023  | Bridgeport, Connecticut | Total Mortgage Arena   | Ilja Dragunov (c) vs. Baron Corbin pelo Campeonato do NXT | Masculino: Trick Williams | [ 5 ] |
| 3                                                   | NXT Deadline (2024) | 7 de dezembro de 2024  | Minneapolis, Minnesota  | Minneapolis Armory     | Sol Ruca vs. Stephanie Vaquer vs. Zaria vs. Giulia vs. Wren Sinclair no Iron Survivor Challenge feminino para determinar a desafiante número um pelo Campeonato Feminino do NXT no NXT: New Year's Evil | Feminino: Giulia          | [ 9 ] |
| 3                                                   | NXT Deadline (2024) | 7 de dezembro de 2024  | Minneapolis, Minnesota  | Minneapolis Armory     | Sol Ruca vs. Stephanie Vaquer vs. Zaria vs. Giulia vs. Wren Sinclair no Iron Survivor Challenge feminino para determinar a desafiante número um pelo Campeonato Feminino do NXT no NXT: New Year's Evil | Masculino: Oba Femi       | [ 9 ] |
| (c) – refere-se ao(s) campeão(es) indo para a luta. |                     |                        |                         |                        | |                           |       |